# Utetheisa marshallorum
Utetheisa marshallorum là một loài bướm đêm thuộc phân họ Arctiinae, họ Erebidae.